# Gouvernement Calderón
États-Unis mexicains
Fox Peña Nieto
Cet article présente la composition du gouvernement mexicain sous le président Felipe Calderón, il est l'ensemble des secrétaires du gouvernement républicain du Mexique. Il est ici présenté dans l'ordre protocolaire. Actuellement les membres du gouvernement exécutif du Mexique ne prennent pas le titre de ministre mais celui de secrétaire.

## Liste des secrétaires
| - Secrétaire du Gouvernement du Mexique - Francisco Javier Ramírez Acuña (PAN) - Juan Camilo Mouriño (PAN) - Fernando Gómez Mont Urueta (PAN) - Francisco Blake Mora (PAN) - Alejandro Poiré Romero (PAN) - Secrétaire des Relations Extérieures du Mexique - Patricia Espinosa (I) - Secrétaire de la Défense Nationale du Mexique - Guillermo Galván Galván (I) - Secrétaire de la Marine du Mexique - Mariano Francisco Saynez Mendoza (I) - Secrétaire de la Sécurité Publique du Mexique - Genaro García Luna (I) - Secrétaire des Finances et du Crédit Public du Mexique - Agustín Carstens (I) - Ernesto Cordero Arroyo (PAN) - José Antonio Meade Kuribreña (I) - Secrétaire du Développement Social du Mexique - Beatriz Zavala Peniche (PAN) - Ernesto Cordero Arroyo (PAN) - Heriberto Félix Guerra (PAN) - Secrétaire de l'Environnement et des Ressources Naturelles du Mexique - Juan Rafael Elvira Quesada (PAN) - Secrétaire de l'Énergie du Mexique - Georgina Kessel Martínez (I) - José Antonio Meade Kuribreña (I) - Jordy Herrera Gómez (I) - Secrétaire de l'Économie du Mexique - Eduardo Sojo Garza-Aldape (PAN) - Gerardo Ruiz Mateos (PAN) - Bruno Ferrari (PAN) - Secrétaire de l'Agriculture, du Bétail, du Développement Rural, de la Pêche et de l'Alimentation du Mexique - Alberto Cárdenas (PAN) - Francisco Mayorga Castañeda (PAN) | - Secrétaire des Communications et des Transports du Mexique - Luis Téllez (PRI) - Juan Molinar Horcasitas (PAN) - Dionisio Pérez-Jácome Friscione (I) - Secrétaire de la Fonction Publique du Mexique - Germán Martínez Cázares (PAN) - Salvador Vega Casillas (PAN) - Rafael Morgan Ríos (I) - Secrétaire de l'Éducation Publique du Mexique - Josefina Vázquez Mota (PAN) - Alonso Lujambio (PAN) - José Ángel Córdova Villalobos (PAN) - Secrétaire de la Santé du Mexique - José Ángel Córdova Villalobos (PAN) - Salomón Chertorivski Woldenberg (I) - Secrétaire du Travail et de la Prévision Sociale du Mexique - Javier Lozano Alarcón (PAN) - Rosalinda Vélez Juárez (I) - Secrétaire de la Réforme Agraire du Mexique - Abelardo Escobar Prieto (PAN) - Secrétaire du Tourisme du Mexique - Rodolfo Elizondo Torres (PAN) - Gloria Guevara Manzo (I) - Procureur général de la République du Mexique - Eduardo Medina Mora (PAN) - Arturo Chávez Chávez (PAN) - Marisela Morales Ibáñez (I) - Chef du Bureau de la Présidence - Juan Camilo Mouriño (I) - Gerardo Ruiz Mateos (I) - Patricia Flores Elizondo (I) - Gerardo Ruiz Mateos (I) - Bruno Ferrari García de Alba (I) |

### Lien  externe
- (es) Site de la Présidence du Mexique